# Ectropothecium molle
Ectropothecium molle là một loài Rêu trong họ Hypnaceae. Loài này được Dixon mô tả khoa học đầu tiên năm 1930.